# Daniil Utkin
Daniil Pavlovitch Utkin (en russe : Даниил Павлович Уткин), né le 12 octobre 1999 à Aksaï en Russie, est un footballeur international russe qui évolue au poste de milieu de terrain au FK Rostov.

## Biographie

### Carrière en club
Daniil Utkin est né à Aksaï en Russie. Il est formé par le FK Krasnodar. Le 9 décembre 2018, il réalise sa première apparition dans la Premier-Liga, face au FK Oufa. Il entre en jeu à la place de Viktor Claesson ce jour-là, et les deux équipes se séparent sur un match nul (1-1). Il inscrit son premier but en professionnel le 28 avril 2019, contre le CSKA Moscou en championnat. Titulaire ce jour-là, il participe donc à la victoire de son équipe lors de cette partie (2-0).
Le 27 août 2019, Utkin dispute sa première rencontre de Ligue des champions face à l'Olympiakos Le Pirée, à l'occasion d"un match de qualification. Débutant la rencontre en tant que titulaire, c'est lui qui ouvre le score à la 10e minute, de jeu mais son équipe se fait rejoindre avant de perdre la partie (1-2).
Le 11 juin 2021, Utkin est prêté à l'Akhmat Grozny avec option d'achat dans le cadre de la saison 2021-2022.

### Carrière internationale
Avec les moins de 16 ans, il inscrit un but contre la Serbie en juin 2015.
Avec les moins de 18 ans, il inscrit cinq buts : trois lors de l'année 2016, contre les États-Unis, l'Uruguay et la Roumanie, puis deux en 2017, contre la Turquie et les États-Unis. Il délivre également six passes décisives.
Avec les moins de 19 ans, il inscrit un but lors d'un match amical contre la Belgique en octobre 2017. Il est ensuite l'auteur d'un doublé contre Gibraltar en novembre 2017, lors des éliminatoires du championnat d'Europe des moins de 19 ans 2018. 
Daniil Utkin joue son premier match avec l'équipe de Russie espoirs le 22 mars 2019, lors d'un match face à la Suède. La Russie l'emporte par deux buts à zéro ce jour-là. Le 11 octobre 2019, Utkin inscrit son premier but avec les espoirs face à la Pologne, d'une frappe du gauche après un ballon mal repoussé par le gardien polonais qui permet à son équipe d'égaliser. Les deux équipes font match nul lors de cette partie (2-2).
Il est retenu avec cette sélection pour disputer le championnat d'Europe espoirs en 2021.
Daniil Utkin honore sa première sélection avec l'équipe nationale de Russie le 24 septembre 2022, à l'occasion d'un match amical contre le Kirghizistan. Entré en jeu, il se fait remarquer en inscrivant son premier but, donnant la victoire à son équipe par la même occasion.

## Statistiques
| Saison                | Club                  | Championnat           | Championnat | Championnat | Coupe(s) nationale(s) | Coupe(s) nationale(s) | Compétition(s) continentale(s) | Compétition(s) continentale(s) | Compétition(s) continentale(s) | Total | Total |
| Saison                | Club                  | Division              | M.          | B.          | M.                    | B.                    | Comp.                          | M.                             | B.                             | M.    | B.    |
| 2017-2018             | FK Krasnodar-2        | D3                    | 2           | 0           | -                     | -                     | -                              | -                              | -                              | 2     | 0     |
| 2018-2019             | FK Krasnodar-2        | D2                    | 25          | 10          | -                     | -                     | -                              | -                              | -                              | 25    | 10    |
| 2019-2020             | FK Krasnodar-2        | D2                    | 6           | 2           | -                     | -                     | -                              | -                              | -                              | 6     | 2     |
| 2020-2021             | FK Krasnodar-2        | D2                    | 1           | 0           | -                     | -                     | -                              | -                              | -                              | 1     | 0     |
| Sous-total            | Sous-total            | Sous-total            | 34          | 12          | -                     | -                     | -                              | -                              | -                              | 34    | 12    |
| 2018-2019             | FK Krasnodar          | D1                    | 7           | 1           | 2                     | 0                     | -                              | -                              | -                              | 9     | 1     |
| 2019-2020             | FK Krasnodar          | D1                    | 22          | 4           | 1                     | 0                     | C1+C3                          | 1+5                            | 1+0                            | 29    | 5     |
| 2020-2021             | FK Krasnodar          | D1                    | 20          | 1           | -                     | -                     | C1                             | 6                              | 0                              | 26    | 1     |
| Sous-total            | Sous-total            | Sous-total            | 49          | 6           | 3                     | 0                     | -                              | 12                             | 1                              | 64    | 7     |
| 2021-2022             | Akhmat Grozny (prêt)  | D1                    | 28          | 9           | 1                     | 1                     | -                              | -                              | -                              | 29    | 10    |
| 2022-2023             | FK Rostov             | D1                    | 17          | 3           | 5                     | 0                     | -                              | -                              | -                              | 22    | 3     |
| Total sur la carrière | Total sur la carrière | Total sur la carrière | 128         | 30          | 9                     | 1                     | -                              | 12                             | 1                              | 149   | 32    |